# Gustav Peters
Gustav Peters est un biologiste chercheur du museum Koenig à Bonn spécialisé dans les vocalisations des animaux, et notamment des carnivores comme les félins. Il mène de nombreuses recherches sur le système phonatoire des félins, et notamment sur l'os hyoïde des Pantherinae et des Felinae qu'il relie à la phylogénie. Il participe également à une étude sur les similitudes des signaux acoustiques des mammifères et des oiseaux. Il s'occupe aussi d'une bibliothèque de vocalisations des animaux pour le compte du museum Koenig.

## Quelques publications
- (en) GE Weissengruber, G Forstenpointner, G Peters,  A Kübber-Heiss et WT Fitch, « Hyoid apparatus and pharynx in the lion (Panthera leo), jaguar (Panthera onca), tiger (Panthera tigris), cheetah (Acinonyx jubatus) and domestic cat (Felis silvestris f. catus) », J Anat., vol. 3, no 201,‎ septembre 2002, p. 195–209 (lire en ligne)
- (en) Gustav Peters, « Purring and similar vocalizations in mammals », Mammal Review, no 32,‎ 2002, p. 245-271 (lire en ligne)
- (en) Robert Eklund,Gustav Peters et Elizabeth D. Duthie, « An acoustic analysis of purring in the cheetah (Acinonyx jubatus) and in the domestic cat (Felis catus) », Proceedings of Fonetik,‎ 2-4 juin 2010, p. 17–22 (lire en ligne)